# Bernabé Barragán
Bernabé Barragán Maestre (Los Palacios y Villafranca, 18 febbraio 1993) è un calciatore spagnolo, portiere dell'Athens Kallithea.

## Carriera
Nato a Los Palacios y Villafranca, è cresciuto nel settore giovanile del Real Betis. Il 5 novembre 2011, in seguito agli infortuni di Adrián e Antonio Ayala, ha esordito con la squadra riserve, in occasione dell'incontro di Segunda División B perso per 0-3 contro lo Sporting Villanueva Promesas.
Nel luglio del 2013 viene acquistato dall'Atlético Madrid, che lo aggrega alla propria squadra riserve. Principalmente una riserva di Bono e David Gil, ha iniziato a giocare con maggior regolarità solamente dalla stagione 2015-2016.
Il 5 luglio 2017, ha rescisso il contratto che lo legava all'Atleti, nonostante si sia allenato regolarmente con la prima squadra dall'ottobre del 2014. Il 20 luglio firma un contratto triennale con il Gimnàstic, a seguito della partenza di Manolo Reina.
Il 7 ottobre 2017 ha esordito in Segunda División, disputando l'incontro perso per 0-2 contro il Tenerife, causando un calcio di rigore e venendo sostituito da José Perales dopo essersi infortunato. A metà della stagione 2018-2019, l'allenatore Enrique Martín lo inizia a schierare come titolare, nonostante l'acquisto di Isaac Becerra.
Il 1º giugno 2020, una volta risolto il contratto con il Nàstic, il 15 agosto ha firmato un contratto biennale con l'Albacete.

## Statistiche

### Presenze e reti nei club
Statistiche aggiornate al 20 gennaio 2023.
| Stagione         | Squadra          | Campionato       | Campionato | Campionato | Coppe nazionali | Coppe nazionali | Coppe nazionali | Coppe continentali | Coppe continentali | Coppe continentali | Altre coppe | Altre coppe | Altre coppe | Totale | Totale |
| Stagione         | Squadra          | Comp             | Pres       | Reti       | Comp            | Pres            | Reti            | Comp               | Pres               | Reti               | Comp        | Pres        | Reti        | Pres   | Reti   |
| ---------------- | ---------------- | ---------------- | ---------- | ---------- | --------------- | --------------- | --------------- | ------------------ | ------------------ | ------------------ | ----------- | ----------- | ----------- | ------ | ------ |
| 2011-2012        | Betis B          | SDB              | 3          | -6         |                 | -               | -               |                    | -                  | -                  |             | -           | -           | 3      | -6     |
| 2012-2013        | Betis B          | SDB              | 8          | -17        |                 | -               | -               |                    | -                  | -                  |             | -           | -           | 8      | -17    |
| Totale Betis B   | Totale Betis B   | Totale Betis B   | 11         | -23        |                 | -               | -               |                    | -                  | -                  |             | -           | -           | 11     | -23    |
| 2017-2018        | Gimnàstic        | SD               | 2          | -2         | CR              | 0               | 0               |                    | -                  | -                  |             | -           | -           | 2      | -2     |
| 2018-2019        | Gimnàstic        | SD               | 23         | -32        | CR              | 0               | 0               |                    | -                  | -                  |             | -           | -           | 23     | -32    |
| 2019-2020        | Gimnàstic        | SDB              | 28         | -38        | CR              | 2               | -4              |                    | -                  | -                  |             | -           | -           | 30     | -42    |
| Totale Gimnàstic | Totale Gimnàstic | Totale Gimnàstic | 53         | -72        |                 | 2               | -4              |                    | -                  | -                  |             | -           | -           | 55     | -76    |
| 2020-2021        | Albacete         | SD               | 6          | -9         | CR              | 1               | -1              |                    | -                  | -                  |             | -           | -           | 7      | -10    |
| 2021-2022        | Albacete         | PDR              | 25+2       | -17 + -2   | CR              | 0               | 0               |                    | -                  | -                  |             | -           | -           | 27     | -19    |
| 2022-2023        | Albacete         | SD               | 19         | -19        | CR              | 0               | 0               |                    | -                  | -                  |             | -           | -           | 19     | -19    |
| Totale Albacete  | Totale Albacete  | Totale Albacete  | 50+2       | -45 + -2   |                 | 1               | -1              |                    | -                  | -                  |             | -           | -           | 53     | -48    |
| Totale carriera  | Totale carriera  | Totale carriera  | 116        | -142       |                 | 3               | -5              |                    | -                  | -                  |             | -           | -           | 119    | -147   |